# Visbyi repülőtér
A Visbyi repülőtér (IATA: VBY, ICAO: ESSV) Svédország egyik nemzetközi repülőtere, amely Gotland község közelében található. Éves utasforgalma 467 857 fő (2018).

## Futópályák
A repülőtér futópályái:
- 03/21 (2000 m, 45 m, bitumen)
- 10/28 (1100 m, 40 m, fű)

## Forgalom
Az utasforgalom az elmúlt években az alábbi módon változott:
| Utasok száma | 276 270 | 317 558 | 304 714 | 340 393 | 352 197 | 406 906 | 463 559 | 467 857 | 122 744 | 294 760 |
|              | 2005    | 2007    | 2009    | 2011    | 2013    | 2014    | 2016    | 2018    | 2020    | 2022    |